# Henri Baruk
Henri-Marc Baruk (ur. 15 sierpnia 1897 w Saint-Avé, zm. 14 czerwca 1999 w Saint-Maurice) – francuski lekarz psychiatra, profesor psychiatrii na Uniwersytecie w Paryżu.
Syn psychiatry Jacques′a Baruka (1872–1975). Ukończył studia w Paryżu, jego nauczycielem był Henri Claude. Od 1932 był ordynatorem szpitala w Saint-Maurice. Jego uczniem był m.in. Henri Ellenberger.